# Eduardo Carrasco Pirard
Eduardo Guillermo Carrasco Pirard (Santiago, 2 de julio de 1940) es un músico, compositor, poeta, escritor y filósofo chileno. Es uno de los fundadores y actual director de la agrupación musical Quilapayún.

## Biografía

### Niñez y juventud
Eduardo, hijo de María Pirard García y Guillermo Carrasco Santander, es el segundo de cinco hermanos. Estudió en el reconocido Liceo José Victorino Lastarria. Entre 1959 y 1961, estudió psicología y filosofía en la Universidad Católica de Santiago (actualmente Pontificia Universidad Católica de Chile). En 1961 viaja a Alemania, donde estudia alemán en la Universidad de Heidelberg, para luego retornar a Chile en 1964, donde continúa sus estudios de filosofía en la Universidad de Chile, titulándose en 1970.
Poco antes de terminar sus estudios en filosofía, en 1969 y hasta 1973 estudia composición musical en el Conservatorio Nacional de Música de la Facultad de Artes de la Universidad de Chile, motivado por su nueva e incipiente carrera musical con su nuevo grupo musical Quilapayún, fundado pocos años antes.
Durante este período de fines de la década de 1960 y principios de 1970, Eduardo se incorporaría como militante de las Juventudes Comunistas (JJ.CC.), en apoyo al Presidente electo en 1970 Salvador Allende. Esta sería la razón de que debiera exiliarse luego del Golpe de Estado en Chile de 1973, y posterior dictadura militar.

### Quilapayún y el exilio

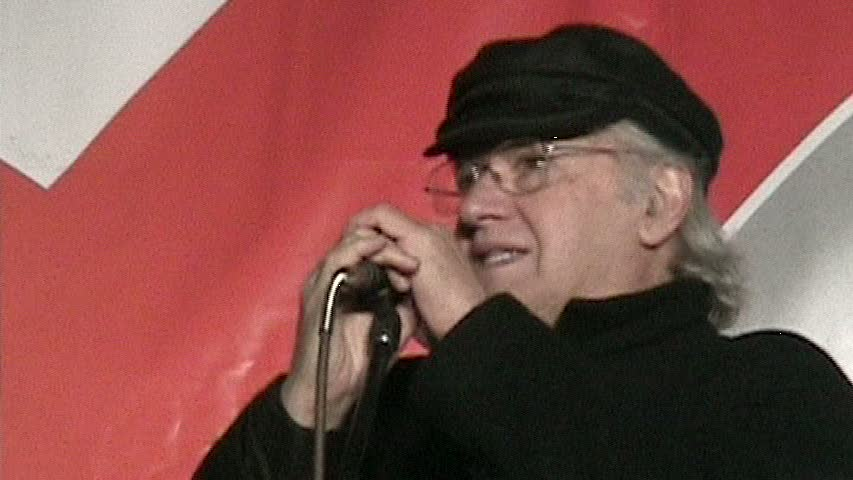
Carrasco junto a Quilapayún en 2009.

En 1965 fundó, junto con Julio Numhauser y su hermano Julio Carrasco, el grupo musical Quilapayún (cuyo nombre significa en mapudungun «tres barbas»), con la cual Eduardo comenzaría una prolífica carrera musical, pese a que los otros dos fundadores dejaran la agrupación en 1967 y 1968, respectivamente.
En 1973, el Golpe de Estado sorprende a todo el grupo musical en una gira por Francia, país en el cual permanecieron en el exilio hasta 1989, año de término de la dictadura militar chilena. Durante esta época, con Eduardo como director, Quilapayún realizó giras alrededor de Europa y en otros países del extranjero.

### Investigación y docencia
Ha sido profesor de filosofía en la Universidad La República y en la Universidad de Chile. Habiendo sido profesor titular en esta última, actualmente es Profesor emérito de la misma. Sus cursos han versado principalmente sobre Nietzsche y Heidegger.

## Obras en filosofía y relatos
Como resultado de su constante labor intelectual y creativa ha publicado varios libros, como "Distinciones" en Editorial Ceneca, "Distinciones 2" en Editorial Tacora, "Conversaciones con Matta", en Ceneca Cesoc, "Autorretrato, nuevas conversaciones con Matta", en LOM Ediciones, "Campanadas del mar", en Ediciones Zeta, "Palabra de hombre", en RIL Editores, "Para leer Así habló Zaratustra de F. Nietzsche" y "Heidegger y la historia del ser" en la Editorial Universitaria y "Nietzsche y los judíos" en la Editorial Catalonia.
Además, es autor de numerosos artículos sobre temas filosóficos publicados en diferentes revistas. Recientemente ha publicado "Marcas en la cabeza, Conversaciones con José Antonio Camacho" en la Editorial Catalonia y "En el cielo solo las estrellas. Conversaciones con Roberto Torretti", en la editorial de la Universidad Diego Portales.

## Discografía
| Quilapayún - 1967 - Quilapayún - 1967 - Canciones folclóricas de América - 1968 - X Vietnam - 1969 - Quilapayún 3 - 1969 - Basta - 1970 - Quilapayún 4 - 1970 - Cantata Santa María de Iquique - 1971 - Vivir como él - 1972 - Quilapayún 5 - 1973 - La fragua - 1975 - El pueblo unido jamás será vencido - 1975 - Adelante - 1976 - Patria - 1977 - La marche et le drapeau - 1978 - Cantata Santa María de Iquique (nueva versión) - 1979 - Umbral - 1980 - Alentours - 1980 - Darle al otoño un golpe de ventana para que el verano llegue hasta diciembre - 1982 - La revolución y las estrellas - 1984 - Tralalí tralalá - 1987 - Survarío - 1988 - Los tres tiempos de América - 2007 - Siempre - 2009 - Solistas - 2012 - Homenaje a Víctor Jara | Como colaborador - 1966 - Víctor Jara (de Víctor Jara) - 1993 - Amaramor (de Osvaldo Díaz) - 2010 - Contando estrellas (de Manu Carrasco) Solista - 1996 - Carrasco - 2018 - Carrasco 2 Quilapayún - 1974 - Yhtenäistä kansaa ei voi koskaan voittaa - 1977 - Enregistrement public - 1983 - Quilapayún en Argentina (como director) - 1985 - Quilapayún en Argentina vol. 2 (como director) - 1989 - Quilapayún ¡en Chile! - 2004 - El reencuentro - 2005 - Inti+Quila: Música en la Memoria - Juntos en Chile (Con Inti-Illimani) Quilapayún - 1983 - Chante Neruda - 1998 - Antología 1968-1992 |

## Reconocimientos
- 1995 - Premio Gabriela Mistral, entregado por el Ministerio de Educación de Chile.[4]
- 2007 - Chevalier de l´ordre des Arts et des Lettres, Ministère de la Culture et de la Communication de France